# Marcel Quinet
Marcel Quinet   (Binche, 6 de juliol de 1915 - Woluwe-Saint-Lambert, 16 de desembre de 1986) va ser un compositor i pianista belga.
Va estudiar breument al Conservatori de Mons i després al Conservatori de Brussel·les, on va obtenir premis per a l'harmonia el 1936, contrapunt el 1937, la fuga el 1938 i el diploma de piano superior el 1943. Entre els seus professors al Conservatori hi havia Raymond Moulaert i Léon Jongen. Va continuar els seus estudis amb Jean Absil i va guanyar el Prix de Rome de Bèlgica el 1945 per la seva cantata La vague et le sillon. El 1946 va ser guardonat amb el premi Agniez pel seu Divertissement orquestral. El 1943 es va convertir en el cap de la facultat de piano al Conservatori de Brussel·les, on també va ensenyar harmonia i fuga. Entre els seus alumnes hi havia Paul Danblon. El 1956 va ser nomenat professor a la "Chapelle Musicale Reine Elisabeth". El 1957 va guanyar el segon premi del concurs de música "Queen Elisabeth" i el seu Concert per a piano núm. 1 va ser utilitzat com a prova en la sessió de 1964 del mateix concurs. El 1976 va ser elegit membre de la "Royal Academy of Belgium".
La música de Quinet és molt similar a la de Paul Hindemith i es distingeix per la claredat formal i l'absència de vessament líric. Les seves obres anteriors estaven més relacionades amb la influència d'Absil, però a principis dels anys cinquanta el seu treball va començar a mostrar un estil més individualitzat a Three Orchestral Pieces (1951), que recorda més a la música francesa amb orquestració similar a Béla Bartók. Marcel Quinet sovint utilitzava models establerts, com ara els passacalles o velles formes de dansa. Per exemple, les seves variacions orquestrals es distribueixen com una suite barroca i el ballet La nef des fous, es construeix com una simfonia, amb un tema principal ràpid alternant passatges lents i expressius. La seva música va créixer des de la politonalitat a l'atonalitat, però sempre va quedar clara en el timbre i la textura. A més de nombroses obres orquestrals, música de cambra, dos ballets i algunes obres corals, Quinet va escriure una òpera, Les Deux bavards, que es va estrenar el 1966.